# Ärr

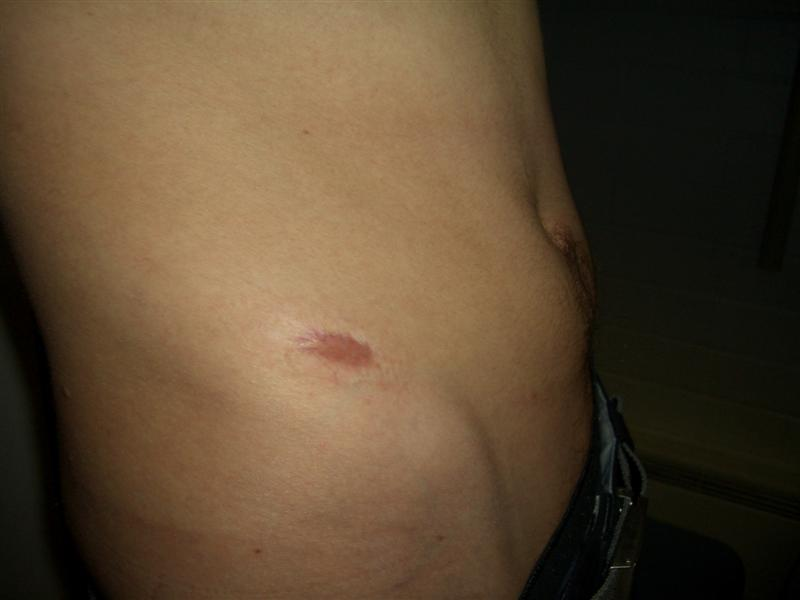
Ett hypertrofiskt ärr

Ärr (cicatrix) är en typ av vävnad som kan bildas vid läkning. Ärr brukar ofta bildas efter djupa sår i huden, men kan också uppstå i till exempel hjärnans vävnad i samband med vissa demenssjukdomar eller på hjärtmuskeln efter en hjärtinfarkt. Ärr i huden är dock vanligast, och består av tjocka hudlager som bildats efter att originalhud förlorats och sitter kvar hela livet. De mörka streck som kan sitta kvar länge, ibland upp till ett halvår, efter sår eller rispor där hudvävnaden ej klyvts igenom alla lager är således inte ärr, utan snarare en del av läkeprocessen.

## Behandling
Somliga ärr kan avlägsnas kirurgiskt med laser, men ärr som går riktigt djupt, till exempel in i muskulatur, kan ej tas bort helt, på grund av att om man går så djupt med laser vid en operation skulle det i sig orsaka ännu ett ärr.
Klåda i djupa ärr behandlas bland annat med antiepileptikumet lamotrigin och fentiazinderivatet alimemazin.